# Marchand Ennery
Pour les articles homonymes, voir Ennery.
Marchand Ennery (1792 à Nancy - 21 août 1852 à Paris) fut grand-rabbin de France de 1846 à sa mort. Auteur de deux dictionnaires toujours utilisés aujourd'hui, il est aussi le premier rabbin à avoir prononcé à la synagogue ses sermons en français et non plus en yiddish.
Il est le frère de Jonas Ennery.

## Biographie
Marchand Ennery étudia le Talmud sous la direction de Baruch Gougenheim, qui fut rabbin à Phalsbourg puis grand rabbin de Nancy, et à l'école rabbinique de Herz Scheuer à Mayence.
Nommé directeur de l'École israélite de Nancy en 1819, Marchand Ennery devint grand-rabbin de Paris en 1830. Entre la mort d'Emmanuel Deutz, en 1842, et l'année 1846, le poste de grand-rabbin du Consistoire central demeura vacant en raison des dissensions entre traditionalistes et réformateurs. Lorsque le rabbin Ennery, connu pour être traditionaliste, proposa sa candidature en 1846, il parvint à éviter le conflit avec ses opposants et à se faire élire. Selon François Delpech, son « attitude conciliante » se révéla déterminante.
Le rabbin Ennery fut fait chevalier de la Légion d'honneur en 1850.
Il est inhumé au cimetière du Père-Lachaise (7e division),.

## Publications
- Dictionnaire hébreu-français (première édition : 1827), Colbo, 1981
- Dictionnaire de la Bible hébraïque, Colbo, 1996,  (ISBN 2-85332-178-9)
- Lexique hébreu-français, Durlacher, Paris, 1949